# فيتوقراطية
تُشير الفيتوقراطية إلى نظام مفكك للحكم حيث لا يمكن لكيان واحد امتلاك قوة كافية لاتخاذ القرارات وتحمل المسؤولية الفعالة. ويُشير المصطلح إلى القدرة المفرطة أو الاستعداد المفرط لاستخدام حق النقض داخل الحكومة أو المؤسسة (دون وجود أساليب كافية لأي تجاوز). وقد تُشير هذه القيود إلى عدم وجود ثقة بين الأعضاء أو التردد في التنازل عن السيادة.
تشمل بعض المؤسسات التي أعاقتها قيود الفيتوقراطية (وحتى أنها مسؤولة عن انهيارها) وثائق الكونفدرالية والولايات الكونفدرالية الأمريكية وعصبة الأمم. وتم انتقاد الأمم المتحدة (في الوقت الحاضر) لعدم قدرتها على اتخاذ إجراءات حاسمة بسبب الحقوق الحصرية لحق النقض التي يمتلكها الأعضاء الدائمون. كما استخدم توماس فريدمان وموسى نعيم هذا المصطلح لوصف حجة فرانسيس فوكوياما أن الولايات المتحدة كانت تواجه مثل هذه الأزمة.